# Campionati mondiali di bob 2019
I Campionati mondiali di bob 2019 sono stati la sessantatreesima edizione della manifestazione iridata organizzata dalla Federazione Internazionale di Bob e Skeleton; si sono disputati dal 1º al 9 marzo 2019 a Whistler, in Canada, sulla pista del Whistler Sliding Centre, la stessa che ospitò le competizioni del bob, dello skeleton e dello slittino ai Giochi olimpici di Vancouver 2010. La località della Columbia Britannica ha quindi ospitato le competizioni iridate per la prima volta nel bob a due e nel bob a quattro uomini, nel bob a due donne e nella prova a squadre.
L'edizione ha visto dominare nel medagliere la Germania che ha conquistato tutte e quattro le medaglie d'oro e sei in totale sulle dodici in palio.
I titoli sono stati infatti conquistati nel bob a due donne da Mariama Jamanka e Annika Drazek, nella gara maschile da Francesco Friedrich e Thorsten Margis e nel bob a quattro uomini dall'equipaggio composto da Francesco Friedrich, Candy Bauer, Martin Grothkopp e Thorsten Margis; in entrambe le discipline maschili tutti gli atleti componenti gli equipaggi si riconfermarono quindi campioni iridati. Anche questa edizione dei mondiali, come ormai da prassi iniziata nella rassegna di Schönau am Königssee 2004, si è svolta contestualmente a quella di skeleton e proprio insieme agli atleti di quest'ultima disciplina è stato assegnato il titolo nella gara a squadre che ha visto trionfare la squadra tedesca.

## Risultati

### Bob a due donne
La gara si è disputata il 2 e il 3 marzo 2019 nell'arco di quattro manches e hanno preso parte alla competizione 19 compagini in rappresentanza di 10 differenti nazioni; campionesse uscenti erano le statunitensi Elana Meyers-Taylor e Kehri Jones, con la Meyers-Taylor presente anche in questa edizione in coppia con Lake Kwaza ma non è stata classificata in quanto non partita nell'ultima discesa. Il titolo è stato pertanto conquistato dalla coppia tedesca formata dalla pilota Mariama Jamanka, campionessa olimpica a Pyeongchang 2018 nonché vincitrice della Coppa del Mondo 2018/19 e del titolo europeo 2019, e dalla frenatrice Annika Drazek, al suo secondo alloro iridato dopo quello conquistato nel 2016 e a sua volta detentrice del titolo europeo con la Jamanka.
Al secondo posto si sono piazzate le connazionali Stephanie Schneider e Ann-Christin Strack, con la Schneider già bronzo mondiale nel 2015, precedendo la formazione canadese composta da Christine de Bruin e Kristen Bujnowski, alla loro prima medaglia mondiale di specialità.
| Pos. | Atlete                                  | Nazione     | Tempo   | Distacco |
| ---- | --------------------------------------- | ----------- | ------- | -------- |
|      | Mariama Jamanka Annika Drazek           | Germania    | 3'30"08 |          |
|      | Stephanie Schneider Ann-Christin Strack | Germania    | 3'31"14 | +1"06    |
|      | Christine de Bruin Kristen Bujnowski    | Canada      | 3'31"25 | +1"17    |
| 4    | Katrin Beierl Jennifer Onasanya         | Austria     | 3'31"46 | +1"38    |
| 5    | Brittany Reinbolt Lauren Gibbs          | Stati Uniti | 3'31"65 | +1"57    |
| 6    | Nadežda Sergeeva Julija Belomestnych    | Russia      | 3'32"11 | +2"03    |
| 7    | Anna Köhler Leonie Fiebig               | Germania    | 3'32"41 | +2"33    |
| 8    | An Vannieuwenhuyse Sara Aerts           | Belgio      | 3'32"58 | +2"50    |
| 9    | Nicole Vogt Nicole Brungardt            | Stati Uniti | 3'32"87 | +2"79    |
| 10   | Huai Mingming Wang Yameng               | Cina        | 3'33"25 | +3"17    |

### Bob a due uomini
La gara si è disputata il 1º e il 2 marzo 2019 nell'arco di quattro manches e hanno preso parte alla competizione 31 compagini in rappresentanza di 18 differenti nazioni; campione uscente era l'equipaggio tedesco composto da Francesco Friedrich e Thorsten Margis, coppia che riuscì a conquistare il titolo anche in questa edizione ottenendo quindi il quarto successo di fila dopo i trionfi nelle edizioni di Winterberg 2015, Igls 2016 e Schönau am Königssee 2017; per Friedrich, campione olimpico a Pyeongchang 2018 con Margis nonché vincitore della Coppa del Mondo 2018/19 e del titolo europeo 2019, si trattò inoltre del quinto alloro iridato consecutivo nel bob a due (vinse infatti anche nel 2013 con Jannis Bäcker) e questo risultato gli permise di eguagliare il record detenuto dall'italiano Eugenio Monti, a sua volta vincitore del titolo per cinque volte di seguito dall'edizione di Sankt Moritz 1957 a quella di Lake Placid 1961.
Al secondo posto si è piazzata la coppia canadese formata da Justin Kripps, campione olimpico in carica insieme a Friedrich e medaglia d'argento mondiale anche nel 2017, e Cameron Stones, per la prima volta su un podio iridato nella specialità. Sul terzo gradino del podio è salito invece l'altro binomio tedesco composto da Nico Walther e Paul Krenz, anch'essi alla prima medaglia mondiale nel bob a due.
| Pos. | Atleti                                  | Nazione       | Tempo   | Distacco |
| ---- | --------------------------------------- | ------------- | ------- | -------- |
|      | Francesco Friedrich Thorsten Margis     | Germania      | 3'24"54 |          |
|      | Justin Kripps Cameron Stones            | Canada        | 3'25"13 | +0"59    |
|      | Nico Walther Paul Krenz                 | Germania      | 3'25"43 | +0"89    |
| 4    | Chris Spring Neville Wright             | Canada        | 3'25"68 | +1"14    |
| 4    | Brad Hall Nick Gleeson                  | Regno Unito   | 3'25"68 | +1"14    |
| 6    | Oskars Ķibermanis Matīss Miknis         | Lettonia      | 3'25"78 | +1"24    |
| 7    | Won Yun-jong Seo Young-woo / Kim Jin-su | Corea del Sud | 3'25"81 | +1"27    |
| 8    | Johannes Lochner Christopher Weber      | Germania      | 3'26"05 | +1"51    |
| 9    | Rudy Rinaldi Boris Vain                 | Monaco        | 3'26"06 | +1"52    |
| 10   | Maksim Andrianov Il'ja Malych           | Russia        | 3'26"09 | +1"55    |

### Bob a quattro uomini
La gara si è disputata l'8 e il 9 marzo 2019 nell'arco di quattro manches e hanno preso parte alla competizione 23 compagini in rappresentanza di 13 differenti nazioni; campioni uscenti erano i due equipaggi tedeschi composti da Francesco Friedrich, Candy Bauer, Martin Grothkopp e Thorsten Margis e da Johannes Lochner, Matthias Kagerhuber, Joshua Bluhm e Christian Rasp, i quali erano giunti al traguardo con lo stesso tempo al centesimo di secondo; il quartetto guidato da Friedrich, già campione olimpico a Pyeongchang 2018 con la medesima composizione e con il pilota tedesco vincitore anche della Coppa del Mondo 2018/19, si è riconfermato al vertice anche in questa occasione bissando il titolo con gli stessi componenti, mentre Lochner, campione europeo in carica, è giunto al traguardo in nona posizione con Rasp, Florian Bauer e Christopher Weber. Friedrich e Margis realizzarono inoltre la "doppietta" bob a due-bob a quattro ai mondiali per la seconda volta consecutiva.
Al secondo posto si è piazzata la compagine lettone formata da Oskars Ķibermanis, Matīss Miknis, Arvis Vilkaste e Jānis Strenga, con Vilkaste e Strenga già medaglia d'argento olimpica a Soči 2014 e campioni mondiali nel 2016, mentre per Ķibermanis e Miknis si trattò della prima medaglia iridata nella specialità. La medaglia di bronzo è invece andata alla formazione canadese guidata da Justin Kripps con i frenatori Ryan Sommer, Cameron Stones e Benjamin Coakwell, tutti per la prima volta su un podio iridato nella specialità a quattro ma con Kripps e Stones già argento nel bob a due in questa stessa edizione. Per il frenatore canadese Neville Wright, giunto decimo nella formazione guidata da Chris Spring, fu l'ultima gara della sua decennale carriera agonistica.
| Pos. | Atleti                                                                 | Nazione       | Tempo   | Distacco |
| ---- | ---------------------------------------------------------------------- | ------------- | ------- | -------- |
|      | Francesco Friedrich Candy Bauer Martin Grothkopp Thorsten Margis       | Germania      | 3'21"33 |          |
|      | Oskars Ķibermanis Matīss Miknis Arvis Vilkaste Jānis Strenga           | Lettonia      | 3'21"62 | +0"29    |
|      | Justin Kripps Ryan Sommer Cameron Stones Benjamin Coakwell             | Canada        | 3'21"33 | +0"45    |
| 4    | Maksim Andrianov Aleksej Zajcev Vasilij Kondratenko Ruslan Samitov     | Russia        | 3'22"09 | +0"76    |
| 5    | Michael Vogt Alain Knuser Simon Friedli Sandro Michel                  | Svizzera      | 3'22"27 | +0"94    |
| 6    | Benjamin Maier Kilian Walch Markus Sammer Dănuț Ion Moldovan           | Austria       | 3'22"32 | +0"99    |
| 7    | Won Yun-jong Kim Jin-su Lee Gyeong-min Oh Jea-han                      | Corea del Sud | 3'22"79 | +1"46    |
| 8    | Nico Walther Paul Krenz Alexander Rödiger Eric Franke / Philipp Wobeto | Germania      | 3'22"88 | +1"55    |
| 9    | Johannes Lochner Florian Bauer Christopher Weber Christian Rasp        | Germania      | 3'23"03 | +1"70    |
| 10   | Chris Spring William Auclair Dexter Janke Neville Wright               | Canada        | 3'23"33 | +2"00    |

### Gara a squadre
La gara si è disputata il 3 marzo e ogni squadra nazionale ha potuto prendere parte alla competizione con due formazioni; nello specifico la prova ha visto la partenza di uno skeletonista, di un equipaggio del bob a due femminile, di una skeletonista e di un equipaggio del bob a due maschile per ognuna delle 9 formazioni, che hanno gareggiato ciascuno in una singola manche; la somma totale dei tempi così ottenuti ha laureato campione la squadra tedesca di Christopher Grotheer, Anna Köhler, Lisa Sophie Gericke, Sophia Griebel, Johannes Lochner e Marc Rademacher, davanti alla compagine canadese composta da David Greszczyszyn, Christine de Bruin, Kristen Bujnowski, Mirela Rahneva, Nicholas Poloniato e Keefer Joyce, e a quella statunitense costituita da Greg West, Brittany Reinbolt, Jessica Davis, Savannah Graybill, Geoffrey Gadbois e Kristopher Horn.
| Pos. | Squadra       | Atleti | Tempo   | Distacco |
| ---- | ------------- | --- | ------- | -------- |
|      | Germania-2    | Christopher Grotheer Anna Köhler / Lisa Sophie Gericke Sophia Griebel Johannes Lochner / Marc Rademacher   | 3'31"85 |          |
|      | Canada-1      | David Greszczyszyn Christine de Bruin / Kristen Bujnowski Mirela Rahneva Nicholas Poloniato / Keefer Joyce | 3'32"00 | +0"15    |
|      | Stati Uniti-2 | Greg West Brittany Reinbolt / Jessica Davis Savannah Graybill Geoffrey Gadbois / Kristopher Horn           | 3'32"49 | +0"64    |
| 4    | Stati Uniti-1 | Austin Florian Nicole Vogt / Sylvia Hoffman Kendall Wesenberg Hunter Church / Blaine McConnell             | 3'32"88 | +1"03    |
| 5    | IBSF-1        | Marcus Wyatt Katrin Beierl / Valerie Kleiser Laura Deas Markus Treichl / Sebastian Mitterer                | 3'33"19 | +1"34    |
| 6    | IBSF-3        | Brendan Doyle Kori Hol / Catherine Medeiros Madison Charney Patrick Baumgartner / Mattia Variola           | 3'36"94 | +5"09    |
| 7    | Canada-2      | Mark Lynch Alysia Rissling / Bianca Ribi Elisabeth Maier Taylor Austin / William Auclair                   | 3'37"08 | +5"23    |
| 8    | Russia-2      | Nikita Tregubov Nadežda Sergeeva / Julija Belomestnych Elena Nikitina Maksim Andrianov / Il'ja Malych      | 3'38"41 | +6"56    |
| -    | Germania-1    | Axel Jungk Mariama Jamanka / Franziska Bertels Tina Hermann Nico Walther / Philipp Wobeto                  | DNS     | -        |

## Medagliere
| Pos.   | Nazione     | Oro | Argento | Bronzo | Totale |
| ------ | ----------- | --- | ------- | ------ | ------ |
| 1      | Germania    | 4   | 1       | 1      | 6      |
| 2      | Canada      | 0   | 2       | 2      | 4      |
| 3      | Lettonia    | 0   | 1       | 0      | 1      |
| 4      | Stati Uniti | 0   | 0       | 1      | 1      |
| Totale | Totale      | 4   | 4       | 4      | 12     |